# Charles W. Ryder

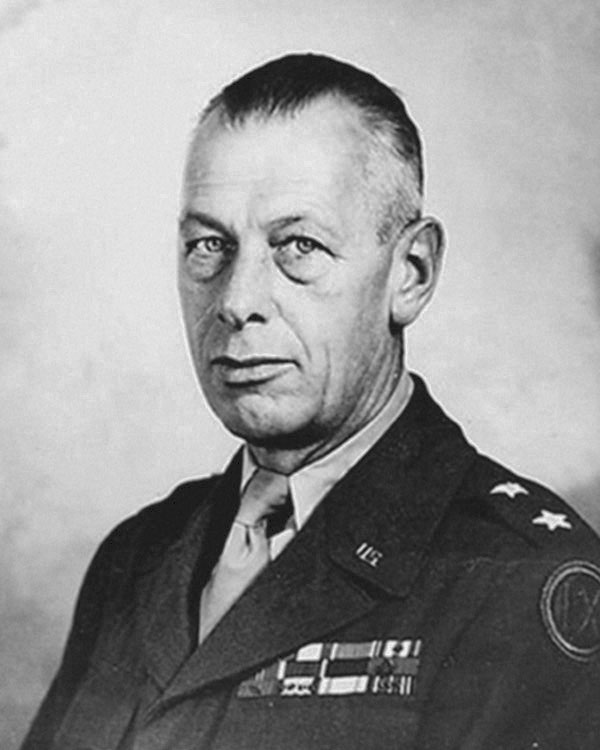
Major General Charles Wolcott Ryder

Charles Wolcott Ryder (* 16. Januar 1892 in Topeka, Kansas; † 17. August 1960) war Generalmajor (Major General) der United States Army. Während des Zweiten Weltkrieges führte er zunächst die 34. Infanterie-Division, später übernahm er das Kommando über das IX. US-Army-Korps, das im Pazifikkrieg (Pacific Theater of Operations) eingesetzt war.

## Leben
1915 schloss Ryder seine Ausbildung an der United States Military Academy in West Point ab. In den Jahren von 1917 bis 1919 war er zunächst als Major, später als Lt. Colonel im 16. und dann im 26. Infanterieregiment der 1. US-Infanteriedivision in Frankreich und Deutschland eingesetzt.
Zwischen den beiden Weltkriegen war er an verschiedenen Positionen im Einsatz, so in West Point, am Command and General Staff College in Fort Leavenworth, Kansas und mit dem 15. Infanterie-Regiment in Tianjin, Republik China.
In den Jahren 1941 und 1942 war er Stabschef des VI. Korps. Ab Mai 1942 bis Juli 1944 war er Kommandierender General der 34. Infanterie-Division, der ersten nach Europa verlegten amerikanischen Division. Die Division war im Mittelmeerraum während der Operation Torch am ersten Landungsunternehmen der amerikanischen Streitkräfte auf dem europäischen Kriegsschauplatz beteiligt und landete bei der Operation Terminal in Algier. Nach den Kämpfen in Nordafrika landete die Einheit in Salerno und kämpfte in Italien auch am Monte Cassino (Januar 1944).
Vom 2. September 1944 bis zum 6. Dezember 1948 hatte Ryder den Befehl über das IX Corps, mit dem die Besetzung von Japan vorbereitet wurde und das nach der Kapitulation Japans einen Teil der Besatzungstruppen in Japan stellte.
Ryder beendete seine Armee-Laufbahn im Jahr 1950 und ging in den Ruhestand, er starb am 17. August 1960 im Alter von 68 Jahren.

## Auszeichnungen
Auswahl der Dekorationen, sortiert in Anlehnung der Order of Precedence of Military Awards:
- Distinguished Service Cross (2 ×)
- Army Distinguished Service Medal
- Silver Star (2 ×)
- Legion of Merit (2 ×)
- Purple Heart
- Order of the Bath